# قرار مجلس الأمن التابع للأمم المتحدة رقم 249
قرار مجلس الأمن التابع للأمم المتحدة رقم 249، الذي اعتمد بالاجماع في 18 أبريل 1968، بعد النظر في طلب موريشيوس للانضمام إلى عضوية الأمم المتحدة، أوصى المجلس الجمعية العامة بقبول موريشيوس.